# Albert Rutz
Ludwig Anton Albert Rutz (* 3. April 1846 in Ansbach; † 6. August 1908 in München) war ein bayerischer Generalmajor.

## Leben
Rutz, Sohn eines Regimentsarztes, besuchte das Kadettenhaus in München und trat am 24. August 1864 als Junker in das 4. Artillerie-Regiment der Bayerischen Armee ein. Er avancierte Ende Mai 1866 zum Unterleutnant und nahm während des folgenden Krieges gegen Preußen am Mainfeldzug teil.
Nach dem Krieg war Rutz von Anfang Juni 1869 bis Ende Februar 1870 bei der Ouvriers-Kompanie tätig und wurde anschließend als Oberleutnant in das 3. Artillerie-Regiment „Königin Mutter“ versetzt. Mit dem Verband beteiligte er sich im Krieg gegen Frankreich an den Belagerungen von Straßburg, Schlettstadt, Neu-Breisach und Belfort. Für sein Wirken zeichnete ihn König Ludwig II. mit dem Ritterkreuz II. Klasse des Militärverdienstordens aus und Rutz erhielt die Erlaubnis zur Annahme des Eisernen Kreuzes II. Klasse.
Nach dem Friedensschluss absolvierte er zur weiteren Ausbildung für drei Jahre die Kriegsakademie in München, die ihm die Qualifikation für den Generalstab aussprach. Im Anschluss daran wurde Rutz für zwei Jahre zum Generalstab der Armee kommandiert. Am 1. November 1876 kehrte er in den Truppendienst zurück, stieg Ende April 1879 zum Hauptmann auf und wurde am 19. Juli des Jahres als Kompaniechef in das 2. Fußartillerie-Regiment versetzt. Vom 1. April 1881 bis zum 16. Dezember 1883 war Rutz Batteriechef im 2. Feldartillerie-Regiment „vacant Brodeßer“. Anschließend wurde er unter Stellung à la suite des Regiments zum Adjutanten der Inspektion der Artillerie und des Trains ernannt. Mit der erneuten Versetzung in das 3. Feldartillerie-Regiment „Königin Mutter“ kehrte er nach zwei Jahren als Batteriechef in den Truppendienst zurück, rückte Ende Oktober 1887 zum Major auf und wurde einen Monat später Kommandeur der II. Abteilung. Als etatmäßiger Stabsoffizier erfolgte am 26. Oktober 1891 seine Versetzung in das
1. Feldartillerie-Regiment „Prinzregent Luitpold“. Zugleich war Rutz von Ende November 1891 bis Mitte April 1895 als ständiges Mitglied der Ober-Studien- und Examinations-Kommission kommandiert. Er avancierte Ende Februar 1892 zum Oberstleutnant, erhielt Ende Dezember 1893 das Ritterkreuz I. Klasse des Militärverdienstordens und wurde unter Beförderung zum Oberst am 29. März 1895 Regimentskommandeur. In dieser Stellung zeichnete ihn sein Regimentsinhaber am 11. März 1897 mit dem Verdienstorden vom Heiligen Michael II. Klasse aus. Außerdem erhielt Rutz die Erlaubnis zur Annahme des preußischen Kronen-Ordens II. Klasse und des Kommandeurkreuzes des Ordens der Heiligen Mauritius und Lazarus, bevor er am 25. Dezember 1897 als Generalmajor die 2. Feldartillerie-Brigade übernahm. In Genehmigung seines Abschiedsgesuches wurde er am 24. Januar 1899 mit Pension zur Disposition gestellt.
Rutz verstarb unverheiratet.